# Генрі Гоган
Генрі Гоган (англ. Henry Hogan; нар. 8 березня 1840, Клер — пом. 20 квітня 1916, Майлс-Сіті) — американський військовослужбовець перший сержант, який служив у лавах армії у другій половині XIX століття. Один з 19 американських військовослужбовців, які двічі стали кавалерами Медалі Пошани, найвищої відзнаки США за проявлений героїзм на полях битв за роки Індіанських воєн.

## Біографія
Генрі Гоган народився в ірландському графстві Клер, тогочасного Сполученого Королівства Великої Британії та Ірландії. Згодом переїхав до Сполучених Штатів, був поступив на службу до армії Сполучених Штатів і був призначений рядовим до роти «G» 5-го піхотного полкупід командуванням полковника Нельсона А. Майлза. 21 жовтня 1876 року Гоган брав участь у битві при Сідар-Крік, на території Монтани, проти воїнів лакота під проводом індіанського вождя Сидячого Бика. За свої дії в цьому бою він отримав свою першу Медаль Пошани.
30 вересня 1877 року, майже через рік після Сідар-Крік, Гоган бився у складі 5-го піхотного полку проти не-персе під керівництвом вождя Джозефа в битві при Бер-По. У цій битві він здійснив подвиг, винісши пораненого командира, другого лейтенанта Генрі Ромейна (майбутнього кавалера медалі Пошани) з поля під щільним вогнем з боку воїнів не-персе. За це він отримав другу медаль Пошани. Після звільнення з лав армії, Гоган жив у Майлз-Сіті, штат Монтана, який був названий на честь його колишнього командира, полковника 5-го піхотного полку Нельсона А. Майлза.
20 квітня 1916 року Генрі Гоган помер у Майлз-Сіті й похований на тамтешньому кладовищі округу Кастер.